# Meteorologiåret 1853

## Händelser

### Mars
- 28 mars - Krimkriget bryter ut och lägger grunden för moderna väderprognoser, då oväder på havet kan leda till att soldater förloras i båtolyckor.[1]

### November
- 4 november - En köldvåg inleds vid Fort Snelling i Minnesota, USA.[2]